# Seznam filmů o holokaustu
Následující filmy obsahují nebo částečně obsahují tematiku holokaustu v Evropě od roku 1933 do roku 1945.

## Filmy hrané

### 40. léta
| Rok  | Země                 | Název                                     | Režisér                                | Poznámky                                                                                                 |
| ---- | -------------------- | ----------------------------------------- | -------------------------------------- | --- |
| 1946 | USA                  | Cizinec                                   | Orson Welles                           | Hrají: Orson Welles, Edward G. Robinson, Loretta Youngová. První snímek zachycující koncentrační tábory. |
| 1948 | Polsko               | Ostatni etap                              | Wanda Jakubowska                       | Hrají: Tatjana Gorecka, Antonina Gordon-Górecka, Barbara Drapinska, Aleksandra Slaska.                   |
| 1948 | Polsko/ Izrael       | אונזערע קינדער Unzere Kinder              | Natan Gross/Shaul Goskind              | Hrají: Shimon Dzigan, Israel Shumacher                                                                   |
| 1948 | USA                  | Poznamenaní                               | Fred Zinnemann                         | Hrají: Montgomery Clift                                                                                  |
| 1948 | Československo       | Daleká cesta                              | Alfréd Radok                           | Hrají: Blanka Waleská, Otomar Krejča st.                                                                 |
| 1949 | USA/ Západní Německo | Lang ist der Weg (jidiš: Lang iz der Veg) | Herbert B. Fredersdorf/Marek Goldstein | |

### 50. léta
| Rok  | Země                        | Název               | Režisér        | Poznámky                                                                  |  |
| ---- | --------------------------- | ------------------- | -------------- | ------------------------------------------------------------------------- |  |
| 1953 | USA                         | The Juggler         | Edward Dmytryk | Hrají: Kirk Douglas                                                       |  |
| 1956 | USA                         | Singing in the Dark | Max Nosseck    | Muzikál o přeživším holokaustu s amnézií                                  |  |
| 1959 | Východní Německo/ Bulharsko | Sterne              | Konrad Wolf    |                                                                           |  |
| 1959 | USA                         | Deník Anny Frankové | George Stevens | 3x Oscar, včetně Oscara za nejlepší ženský herecký výkon ve vedlejší roli |  |

### 60. léta
| Rok  | Země           | Název                              | Režisér              | Poznámky                                               |
| ---- | -------------- | ---------------------------------- | -------------------- | ------------------------------------------------------ |
| 1960 | Československo | Romeo, Julie a tma                 | Jiří Weiss           | O operaci Anthropoid.                                  |
| 1960 | USA            | Exodus                             | Otto Preminger       | Založeno na novele Leona Urise; scénář: Dalton Trumbo. |
| 1961 | USA            | Norimberský proces                 | Stanley Kramer       |                                                        |
| 1961 | Polsko         | Samson                             | Andrzej Wajda        |                                                        |
| 1962 | Československo | Transport z ráje                   | Zbyněk Brynych       |                                                        |
| 1964 | Československo | Démanty noci (film)                | Jan Němec            |                                                        |
| 1965 | Československo | Obchod na korze                    | Ján Kadár/Elmar Klos | Oscar za nejlepší cizojazyčný film                     |
| 1965 | Československo | Modlitba pro Kateřinu Horovitzovou | Antonín Moskalyk     |                                                        |
| 1967 | USA            | Deník Anny Frankové (TV)           | Alex Segal           |                                                        |

### 70. léta
| Rok  | Země                    | Název                      | Režisér       | Poznámky |
| ---- | ----------------------- | -------------------------- | ------------- | -------- |
| 1975 | USA                     | The Man in the Glass Booth | Arthur Hiller |          |
| 1975 | Německo/ Československo | Jakob der Lügner           | Frank Beyer   |          |

### 80. léta
| Rok  | Země                     | Název                           | Režisér        | Poznámky                                                                                                   |
| ---- | ------------------------ | ------------------------------- | -------------- | --- |
| 1980 | USA                      | Deník Anny Frankové (TV)        | Boris Sagal    | |
| 1982 | USA                      | Remembrance of Love (TV)        | Jack Smight    | Hrají: Kirk Douglas                                                                                        |
| 1982 | USA                      | Sophiina volba                  | Alan Pakula    | Založeno na novele Williama Styrona Oscar za nejlepší ženský herecký výkon v hlavní roli (Meryl Streepová) |
| 1983 | Maďarsko                 | Jobova vzpoura                  | Barna Kabay    | O Židovském páru, kteří adoptují malého křesťanského chlapce, po tom co přijdou o všechny své děti.        |
| 1983 | USA                      | Být či nebýt                    | Alan Johnson   | Remake/parodie; hrají: Mel Brooks, Anne Bancroftová.                                                       |
| 1985 | USA                      | Wallenberg: A Hero's Story (TV) | Lamont Johnson | O Raoulu Wallenbergovi                                                                                     |
| 1987 | Francie/ Německo/ Itálie | Au revoir les enfants           | Louis Malle    | |
| 1988 | USA                      | Hanna's War                     | Menachem Golan | O maďarsko-židovské výsadkářce Chaně Senešové                                                              |
| 1989 | USA                      | Nepřátelé: Příběh lásky         | Paul Mazursky  | Založeno na novele Isaaca Bashevise Singera                                                                |
| 1989 | USA                      | Hrací skříňka                   | Costa-Gavras   | |

### 90. léta
| Rok  | Země                     | Název               | Režisér           | Poznámky                                               |
| ---- | ------------------------ | ------------------- | ----------------- | ------------------------------------------------------ |
| 1990 | Německo/ Francie/ Polsko | Evropa, Evropa      | Agnieszka Holland |                                                        |
| 1993 | USA                      | Schindlerův seznam  | Steven Spielberg  | 7x Oscar, včetně za nejlepší film                      |
| 1995 | Japonsko                 | Anne no nikki       | Akinori Nagaoka   | Anime adaptace Deníku Anne Frankové                    |
| 1996 | USA                      | Matka noc           | Keith Gordon      | Založeno na novele Kurta Vonneguta; hrají: Nick Nolte. |
| 1997 | Itálie                   | La vita è bella     | Roberto Benigni   |                                                        |
| 1999 | Francie/ Německo/ USA    | Jakob the Liar      | Peter Kassovitz   |                                                        |
| 1999 | Česko/ Slovensko/ Polsko | Všichni moji blízcí | Matěj Mináč       |                                                        |

### 00. léta 21. století
| Rok  | Země                                         | Název                          | Režisér               | Poznámky |
| ---- | -------------------------------------------- | ------------------------------ | --------------------- | -------- |
| 2001 | USA                                          | Uprising                       | Jon Avnet             |          |
| 2003 | Francie/ Polsko/ Německo/ Spojené království | Le Pianiste                    | Roman Polański        |          |
| 2003 | Německo/ Rakousko                            | Annas Heimkehr (TV)            | Xaver Schwarzenberger |          |
| 2005 | Polsko/ Švédsko                              | Ninas resa                     | Lena Einhorn          |          |
| 2008 | Spojené království/ USA                      | The Boy in the Striped Pajamas | Mark Herman           |          |

### 10. léta
| Rok  | Země                         | Název               | Režisér               | Poznámky |
| ---- | ---------------------------- | ------------------- | --------------------- | -------- |
| 2013 | Česko/ Slovensko/ Nizozemsko | Annas Heimkehr (TV) | Xaver Schwarzenberger |          |
| 2013 | USA/ Německo                 | The Book Thief      | Brian Percival        |          |
| 2015 | Maďarsko                     | Saul fia            | László Nemes          |          |
| 2017 | Maďarsko                     | Z Paříže do Paříže  | Christian Duguay      |          |

### 20. léta
| Rok  | Země                      | Název               | Režisér      | Poznámky |
| ---- | ------------------------- | ------------------- | ------------ | -------- |
| 2020 | Slovensko/ Česko/ Německo | Správa              | Peter Bebjak |          |
| 2021 | Belgie/ Francie/ Izrael   | Où est Anne Frank ! | Ari Folman   |          |